# Jim Redman
James Albert Redman MBE, més conegut com a Jim Redman   (Londres, 8 de novembre de 1931), és un antic pilot de motociclisme anglès que fou sis vegades Campió del Món mentre residia a Rhodèsia (actual Zimbàbue). Ha estat guardonat amb la medalla de l'Orde de l'Imperi Britànic (MBE, Member of the Order of the British Empire) i nomenat MotoGP Legend (2007) i FIM Legend (2012).

## Resum biogràfic

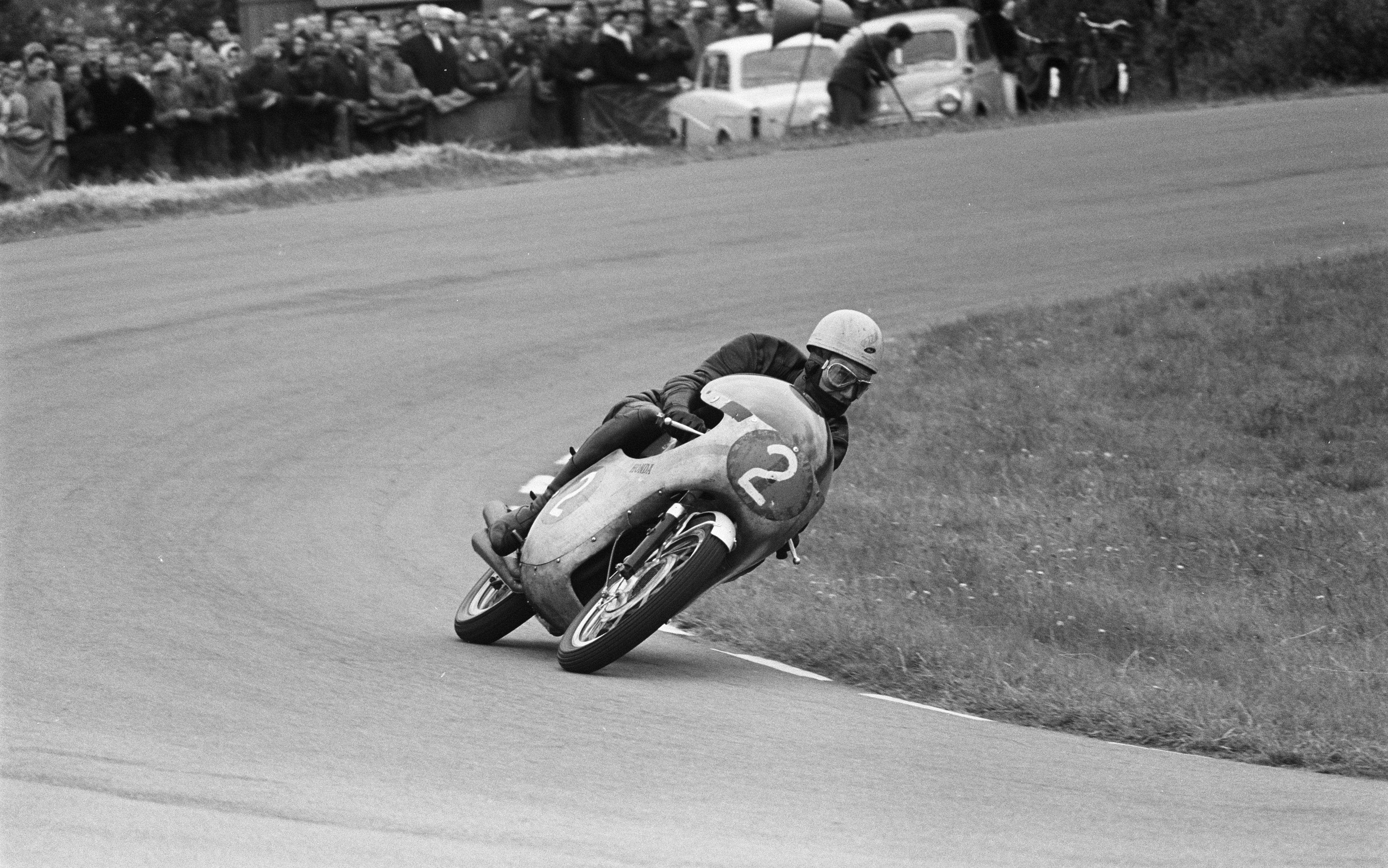
Al Dutch TT de 1962 amb l'Honda 350

Nascut a Londres, Redman va emigrar a Rhodèsia el 1952, quan tenia vora vint anys. Un cop allà va començar la seva carrera com a pilot de motociclisme tot pilotant la Triumph T100 GP que li deixà el seu amic John Love, antic pilot de motos que havia passat a la Fórmula 3. Aviat va anar adquirint experiència fins que va guanyar el Campionat de Rhodèsia de 350cc, moment en què decidí de traslladar-se a Europa, on debutà a Brands Hatch en companyia de Geoff Duke i un jove Mike Hailwood. Després d'adaptar el seu estil de conducció als circuits europeus, va aconseguir un cert èxit fins que el 1959 es va retirar de les curses i va tornar a Rhodèsia.
Encara amb ganes de córrer va tornar a Europa, on esperava aconseguir un lloc a l'equip MZ de Walter Kaaden en les categories de 125cc i 250cc. Inesperadament, en algunes curses de la temporada de 1960 va aconseguir motos de fàbrica d'Honda a causa de la lesió soferta pel seu pilot oficial Tom Phillis, i de cara a la temporada següent fou contractat pel fabricant japonès. D'ençà d'aleshores, guanyà 4 títols mundials consecutius de 350cc -de 1962 a 1965- a més de dos de 250cc els anys 1962 i 1963.
El 1964 esdevingué el primer pilot de la història a guanyar tres curses en un sol dia en un Gran Premi, fita només igualada després per Mike Hailwood, el 1967. Durant la seva carrera, Redman obtingué 45 victòries en Gran Premi, entre les quals 6 TT de l'Illa de Man (amb victòries dobles a les edicions de 1963, 1964 i 1965 en les categories Lightweight TT i Junior TT). Després de lesionar-se al Gran Premi de Bèlgica de 1966, decidí de retirar-se definitivament.

## Resultats al Mundial de motociclisme
Barem de puntuació de 1950 a 1968:
| Posició | 1 | 2 | 3 | 4 | 5 | 6 |
| Punts   | 8 | 6 | 4 | 3 | 2 | 1 |

(Ids. Grans Premis | Llegenda) (Curses en negreta indiquen pole; curses en  itàlica indiquen volta ràpida)
| Any  | Categoria | Equip  | 1      | 2      | 3      | 4      | 5      | 6      | 7     | 8     | 9      | 10     | 11    | 12     | 13     | Punts | Posició | Victòries |
| ---- | --------- | ------ | ------ | ------ | ------ | ------ | ------ | ------ | ----- | ----- | ------ | ------ | ----- | ------ | ------ | ----- | ------- | --------- |
| 1959 | 350cc     | Norton | FRA -  | IOM -  | GER 6  | DTT -  | BEL -  | SWE 6  | ULS - | NAT - |        |        |       |        |        | 2     | 15è     | 0         |
| 1959 | 500cc     | Norton | FRA -  | IOM -  | GER -  | DTT 5  | BEL -  | SWE -  | ULS - | NAT - |        |        |       |        |        | 2     | 15è     | 0         |
| 1960 | 125cc     | Honda  |        | IOM -  | DTT 4  | BEL 9  |        | ULS -  | NAT 4 |       |        |        |       |        |        | 6     | 7è      | 0         |
| 1960 | 250cc     | Honda  |        | IOM -  | DTT 8  | BEL -  | GER NC | ULS 3  | NAT 2 |       |        |        |       |        |        | 10    | 4t      | 0         |
| 1960 | 500cc     | Norton | FRA -  | IOM -  | DTT -  | BEL 5  | GER -  | ULS 5  | NAT 6 |       |        |        |       |        |        | 5     | 9è      | 0         |
| 1961 | 125cc     | Honda  | ESP 3  | GER 7  | FRA 3  | IOM 4  | DTT 2  | BEL 3  | DDR 6 | ULS 4 | NAT 5  | SWE 3  | ARG 2 |        |        | 28    | 4t      | 0         |
| 1961 | 250cc     | Honda  | ESP 4  | GER 2  | FRA 6  | IOM 3  | DTT 3  | BEL 1  | DDR 2 | ULS 3 | NAT 1  | SWE 4  | ARG 3 |        |        | 36    | 3r      | 2         |
| 1962 | 125cc     | Honda  | ESP 2  | FRA 2  | IOM 5  | DTT 2  | BEL 2  | GER 10 | ULS 3 | DDR 2 | NAT 4  | FIN 1  | ARG - |        |        | 38    | 2n      | 1         |
| 1962 | 250cc     | Honda  | ESP 1  | FRA 1  | IOM 2  | DTT 1  | BEL 2  | GER 1  | ULS 2 | DDR 1 | NAT 1  |        | ARG - |        |        | 48    | 1r      | 6         |
| 1962 | 350cc     | Honda  |        |        | IOM -  | DTT 1  |        |        | ULS 1 | DDR 1 | NAT 1  | FIN 2  |       |        |        | 32    | 1r      | 4         |
| 1963 | 125cc     | Honda  | ESP 2  | GER NC | FRA 2  | IOM 6  | DTT NC | BEL 2  | ULS 7 | DDR 5 | NAT 2  | FIN -  | ARG 1 | JPN 2  |        | 33    | 3r      | 1         |
| 1963 | 250cc     | Honda  | ESP 2  | GER 3  |        | IOM 1  | DTT 1  | BEL -  | ULS 1 | DDR 3 | NAT 2  |        | ARG 2 | JPN 1  |        | 44    | 1r      | 4         |
| 1963 | 350cc     | Honda  |        | GER 1  | IOM 1  |        | DTT 1  |        | ULS 1 | DDR 3 | NAT 1  | FIN 2  |       | JPN 1† |        | 32    | 1r      | 5         |
| 1964 | 125cc     | Honda  | USA -  | ESP 2  | FRA NC | IOM 2  | DTT 1  |        | GER 1 | DDR 3 | ULS NC | FIN 3  | NAT 6 | JPN -  |        | 36    | 2n      | 2         |
| 1964 | 250cc     | Honda  | USA -  | ESP 2  | FRA NC | IOM 1  | DTT 1  | BEL 2  | GER 2 | DDR 2 | ULS 2  |        | NAT 3 | JPN 1  |        | 42    | 2n      | 3         |
| 1964 | 350cc     | Honda  |        |        |        | IOM 1  | DTT 1  |        | GER 1 | DDR 1 | ULS 1  | FIN 1  | NAT 1 | JPN 1  |        | 40    | 1r      | 8         |
| 1965 | 125cc     | Honda  | USA -  | GER -  | ESP -  | FRA -  | IOM -  | DTT -  |       | DDR - | CSR -  | ULS -  | FIN - | NAT -  | JPN NC | 0     | -       | 0         |
| 1965 | 250cc     | Honda  | USA -  | GER -  | ESP -  | FRA NC | IOM 1  | DTT 2  | BEL 1 | DDR 1 | CSR 3  | ULS -  | FIN - | NAT -  | JPN -  | 34    | 3r      | 3         |
| 1965 | 350cc     | Honda  |        | GER NC |        |        | IOM 1  | DTT 1  |       | DDR 1 | CSR 1  | ULS NC | FIN - | NAT -  | JPN 2  | 38    | 1r      | 4         |
| 1966 | 250cc     | Honda  | ESP NC | GER 2  | FRA 2  | DTT 3  | BEL 3  | DDR -  | CSR - | FIN - | ULS -  | IOM -  | NAT - | JPN -  |        | 20    | 3r      | 0         |
| 1966 | 350cc     | Honda  |        | GER -  | FRA 3  | DTT -  |        | DDR -  | CSR - | FIN - | ULS -  | IOM -  | NAT - | JPN -  |        | 4     | 15è     | 0         |
| 1966 | 500cc     | Honda  |        | GER 1  |        | DTT 1  | BEL NC | DDR -  | CSR - | FIN - | ULS -  | IOM -  | NAT - |        |        | 16    | 5è      | 2         |

† El Gran Premi del Japó de 1963 en la categoria de 350cc no puntuava per al mundial.

## Obra publicada
- Redman, Jim. Wheels of Fortune (en anglès).  Motoraces Book Club, 1 de gener de 1967. ASIN: B000J2MU7U.
- Redman, Jim. Jim Redman: Six Times World Motorcycle Champion - The Autobiography (en anglès). 2a ed.  Veloce, 2016. ISBN 978-1787110441.